# Patagónia Express
Patagónia Express é um livro de Luis Sepúlveda.
Homenagem a um comboio que já não existe, mas que continua a viajar na memória dos homens e mulheres da Patagónia, estes “apontamentos de viagem” – como lhes chamou Luis Sepúlveda – tornaram-se num dos livros de referência do grande autor chileno.
Desde os seus primeiros passos na militância política, que o levaram à prisão e depois ao exílio em diferentes países da América do Sul, até ao reencontro feliz, anos depois, com a Patagónia e a Terra do Fogo, é uma longa viagem (e uma longa memória) aquela que Luis Sepúlveda nos propõe neste seu livro.
Ao longo dele, confrontamo-nos com uma extensa galeria de personagens inesquecíveis e com um conjunt  ficas, daquelas que só um grande escritor é capaz de arrancar aos labirintos da vida.
Miguel Sousa Tavares comentou: “Se alguma vez existiu um modelo de crónicas de viagem, é isto, nada mais. Inesquecível.”